# Vojislavljević

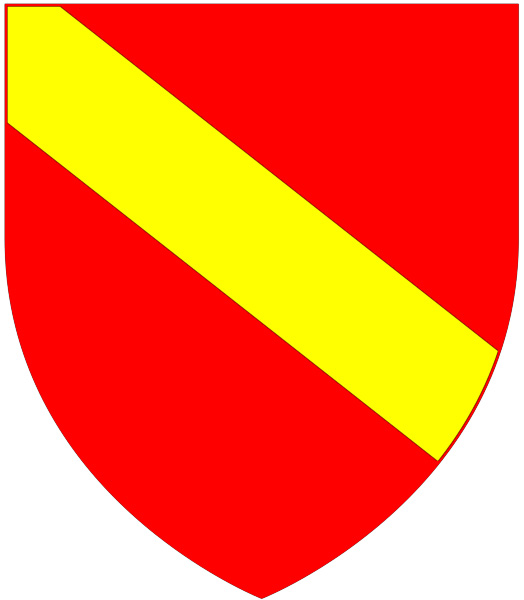
armoirie des Vojislavljević

La dynastie des Vojislavljević (Војислављевић en serbe cyrillique) est une dynastie médiévale qui dirige la Dioclée et les territoires environnants à partir des années 1040. Des branches latérales gouvernent la Zahumlje, la Rascie et la Bosnie. Elle est supplantée par une branche cadette, la dynastie Vukanović.

## Arbre généalogique
- Stefan Vojislav, prince de Dioclée (1040-1043)
  - Mihailo Ier, prince puis roi de Dioclée (1050-1081)
    - Vladimir
      - Vladimir, prince de Dioclée (1103-1113)

    - Constantin Bodin, roi de Dioclée (1081-1101)
      - Mihailo II, roi de Dioclée (1101-1102)
      - Đorđe, roi de Dioclée (1113-1118, 1125-1131)

    - Dobroslav II, roi de Dioclée (1101-1102)
    - Petrislav, prince de Rascie (1060-1083)
      - Dynastie Vukanović

  - Radoslav de Travounie
    - Kočapar, prince de Dioclée (1102-1103)
    - Branislav de Travounie
      - Grubeša, prince de Dioclée (1118-1125)
      - Gradinja, prince de Dioclée (1131-1148)
        - Radoslav, prince de Dioclée (1146-1149?)
          - Mihailo III, prince de Dioclée (1162-1186)

    - Gradislav
      - Berinja

    - Saganek
    - Predimir